# Nassau Stakes
Groupe 1
Les Nassau Stakes sont une course hippique de plat se déroulant fin juillet ou début août durant le Glorious Goodwood meeting sur l'hippodrome de Goodwood, à Chichester en Angleterre.

## Caractéristiques
C'est une course de groupe 1 réservée aux pouliches et juments de 3 ans et plus. Elle se court sur environ 2 000 mètres (1 mile, 1 furlong, 197 yards, soit 1 991 mètres), et son allocation s'élève à £ 600 000.
La première édition remonte à 1840 et la course est restée réservée aux seules 3 ans jusqu'en 1975. Elle a acquis le statut groupe 1 en 1999. La jument Midday a réussi l'exploit de s'y imposer à trois reprises (2009, 2010, 2011).

## Palmarès depuis 1999
| Année | Vainqueur         | Âge | Pays        | Père            | Jockey          | Entraîneur          | Propriétaire              | Deuxième          | Troisième          | Temps   |
| ----- | ----------------- | --- | ----------- | --------------- | --------------- | ------------------- | ------------------------- | ----------------- | ------------------ | ------- |
| 2024  | Opera Singer      | 3   | Irlande     | Justify         | Ryan Moore      | Aidan O'Brien       | Coolmore                  | See The Fire      | Sparkling Plenty   | 2'04"96 |
| 2023  | Al Husn           | 4   | Royaume-Uni | Dubawi          | Jim Crowley     | Roger Varian        | Shadwell Estate Co. Ltd   | Above The Curve   | Nashwa             | 2'13"37 |
| 2022  | Nashwa            | 3   | Royaume-Uni | Frankel         | Hollie Doyle    | John & Thady Gosden | Imad Al Sagar             | Aristia           | Lilac Road         | 2'05"77 |
| 2021  | Lady Bowthorpe    | 4   | Royaume-Uni | Nathaniel       | Kieran Shoemark | William Jarvis      | Emma L. Banks             | Zeyaadah          | Joan of Arc        | 2'08"94 |
| 2020  | Fancy Blue        | 3   | Irlande     | Deep Impact     | Ryan Moore      | Donnacha O'Brien    | Smith, Magnier & Tabor    | One Voice         | Nazeef             | 2'04"99 |
| 2019  | Deirdre           | 5   | Japon       | Harbinger       | Oisin Murphy    | Mitsuru Hashida     | Toji Morita               | Mehdaayih         | Rawdaa             | 2'02"93 |
| 2018  | Wild Illusion     | 3   | Royaume-Uni | Dubawi          | William Buick   | Charlie Appleby     | Godolphin                 | Urban Fox         | Veracious          | 2'06"22 |
| 2017  | Winter            | 3   | Irlande     | Galileo         | Ryan Moore      | Aidan O'Brien       | Tabor, Smith & Magnier    | Blond Me          | Sobetsu            | 2'11"79 |
| 2016  | Minding           | 3   | Irlande     | Galileo         | Ryan Moore      | Aidan O'Brien       | Tabor, Smith & Magnier    | Queen's Trust     | Jemayel            | 2'05"05 |
| 2015  | Legatissimo       | 3   | Irlande     | Danehill Dancer | Wayne Lordan    | David Wachman       | Tabor, Smith & Magnier    | Wedding Vow       | Arabian Queen      | 2'06"04 |
| 2014  | Sultanina         | 4   | Royaume-Uni | New Approach    | William Buick   | John Gosden         | Normandie Stud Ltd        | Narniyn           | Venus De Milo      | 2'06"58 |
| 2013  | Winsili           | 3   | Royaume-Uni | Dansili         | William Buick   | John Gosden         | Khalid Abdullah           | Thistle Bird      | Hot Snap           | 2'06"19 |
| 2012  | The Fugue         | 3   | Royaume-Uni | Dansili         | Richard Hughes  | John Gosden         | Lord A. Lloyd-Webber      | Timepiece         | Was                | 2'09"61 |
| 2011  | Midday            | 5   | Royaume-Uni | Oasis Dream     | Tom Queally     | Henry Cecil         | Khalid Abdullah           | Snow Fairy        | Principal Role     | 2'07"72 |
| 2010  | Midday            | 4   | Royaume-Uni | Oasis Dream     | Tom Queally     | Henry Cecil         | Khalid Abdullah           | Stacelita         | Antara             | 2'07"25 |
| 2009  | Midday            | 3   | Royaume-Uni | Oasis Dream     | Tom Queally     | Henry Cecil         | Khalid Abdullah           | Rainbow View      | Moneycantbuymelove | 2'09"42 |
| 2008  | Halfway to Heaven | 3   | Irlande     | Pivotal         | Johnny Murtagh  | Aidan O'Brien       | Tabor, Smith & Magnier    | Lush Lashes       | Passage of Time    | 2'09"73 |
| 2007  | Peeping Fawn      | 3   | Irlande     | Danehill        | Johnny Murtagh  | Aidan O'Brien       | Tabor, Smith & Magnier    | Mandesha          | Light Shift        | 2'04"53 |
| 2006  | Ouija Board       | 5   | Royaume-Uni | Cape Cross      | Frankie Dettori | Ed Dunlop           | Comte de Derby            | Alexander Goldrun | Nannina            | 2'04"47 |
| 2005  | Alexander Goldrun | 4   | Irlande     | Gold Away       | Kevin Manning   | Jim Bolger          | Miriam O'Callaghan        | Cassydora         | Red Bloom          | 2'08"02 |
| 2004  | Favourable Terms  | 4   | Royaume-Uni | Selkirk         | Kieren Fallon   | Sir Michael Stoute  | Maktoum Al Maktoum        | Silence Is Golden | Chorist            | 2'05"70 |
| 2003  | Russian Rhythm    | 3   | Royaume-Uni | Kingmambo       | Kieren Fallon   | Sir Michael Stoute  | Cheveley Park Stud        | Ana Marie         | Zee Zee Top        | 2'04"80 |
| 2002  | Islington         | 3   | Royaume-Uni | Sadler's Wells  | Kieren Fallon   | Sir Michael Stoute  | Succession Lord Weinstock | Sulk              | Quarter Moon       | 2'04"69 |
| 2001  | Lailani           | 3   | Royaume-Uni | Unfuwain        | Frankie Dettori | Ed Dunlop           | Maktoum Al Maktoum        | Snowflake         | Time Away          | 2'07"12 |
| 2000  | Crimplene         | 3   | Royaume-Uni | Lion Cavern     | Philip Robinson | Clive Brittain      | Marwan Al Maktoum         | Ela Athena        | Princess Ellen     | 2'05"30 |
| 1999  | Zahrat Dubai      | 3   | Royaume-Uni | Unfuwain        | Gary Stevens    | Saeed bin Suroor    | Godolphin                 | Lady In Waiting   | Diamond White      | 2'05"56 |